# 小行星2431
小行星2431（2431 Skovoroda）是一颗围绕太阳公转的小行星。1978年8月8日，尼古拉·切爾尼赫在克里米亚发现了此天体。
該小行星以烏克蘭哲學家格里戈里·斯科沃羅達命名。
这颗小行星的绝对星等为339.12963等。